# Guitalens
Guitalens era una comuna francesa, que estaba situada en el departamento de Tarn, de la región de Occitania, que el 30 de septiembre de 2007 fue suprimida al fusionarse con la comuna de Lalbarède, formando la comuna nueva de Guitalens-L'Albarède.

## Demografía
| Gráfica de evolución demográfica de Guitalens entre 1800 y 2006 |
|                                                                 |

Los datos demográficos contemplados en este gráfico de la comuna de Guitalens se han cogido de 1800 a 1999 de la página francesa EHESS/Cassini, y los demás datos de la página del INSEE.